# مايكل سوموغي
مايكل سوموغي هو عالم وأستاذ في الكيمياء الحيوية، وُلد في هنغاريا ودرس الكيمياء الحيوية في جامعة واشنطن وفي المستشفى اليهودي لويس.
يُعد العالم سوموغي هو أول من حضر جرعة انسولين علاجية وحقنها في طفل مصاب بالسكري في أمريكا في أكتوبر عام 1922. لاحظ العالم سوموغي أن اعطاء جرعات مفرطة من الأنسولين يجعل مستوى السكري غير ثابت، ونشر سوموغي هذه النتائج عام 1938.
ينسب إليه تأثير سوموغي.